# Chaïm Soutine
Chaïm Soutine (født 13. januar 1893 i Smilovichi (hviderussisk: Смілавічы) nær Minsk ; død 9. august 1943 i Paris) var en jødisk ekspressionistisk maler fra Hviderusland, dengang en del af det russiske kejserrige. 
Soutine uddannede sig tre år på en kunstskole i Vilnius, 1913 emigrerede han til Paris, hvor han mødte Marc Chagall, Amedeo Modigliani og Jacques Lipchitz (en) og gik på École des Beaux-Arts.
Han fik lejlighed til at male landskaber under et ophold i Céret i Pyrenæerne, som kunsthandleren Leopold Zborowski gjorde mulig.
Under 2. verdenskrig måtte han som jøde flytte rundt for at undgå nazisterne.
Soutine omtales i forbindelse med Pariserskolen, her forstået som malere der virkede i Paris i de første årtier af 1900-tallet.
Soutine død 9. august 1943 af et perforeret mavesår.
| - Selvportrætter - Selvportræt, 1916 - Selvportræt, ca. 1918 |

| - Portrætter og figurer - Idioten, ca. 1920 - Bondepigen, 1922 - Den lille konditor, 1922-23 - Kvinde i pink, ca. 1924 |

| - Portræt af mand med filthat, 1924 - Ung pige med dukke, 1926-27 - Portræt af Madeleine Castaing, ca. 1929 - Nøgen kvinde, 1933 |

| - Stilleben - Bordet, ca. 1923 - Stilleben med rokke, ca. 1924 - Stilleben med fasan, ca. 1924 - Kylling ophængt foran en mur, 1925 - Den plukkede kylling, ca. 1925 - Ophængt kalkun, ca. 1925 - Den opskårne okse, ca. 1925 |

| - Landskaber - Vej ved Fontaine des Tins i Céret, ca. 1920 - Vej ved Fontaine Fils, Céret, 1920 - Udsigt over Céret, 1921/22 - Saint-Pierre-tårnet ved Céret, ca. 1922 - Landskab med figurer - Céret, 1922 - Udsigt over Cagnes, 1924/25 - På vej hjem fra skole, ca. 1939 |